# Dyscrasite
La dyscrasite (simbolo IMA: Dys), nota anche come argento d'antimonio, è un minerale piuttosto raro della classe minerale dei "solfuri e solfosali" con la composizione chimica idealizzata Ag3Sb. La dyscrasite è quindi chimicamente un antimoniuro d'argento, più precisamente un composto simile a una lega di argento e antimonio in un rapporto di 3:1. Come parenti stretti dei solfuri, gli antimonidi sono classificati nella stessa classe.

## Etimologia e storia
Il minerale fu menzionato per la prima volta nel 1782 da Torbern Olof Bergman (1735-1784) con il nome di argentum nativum antimonio adunatum.
Nella più antica letteratura di lingua tedesca, la dyscrasite può essere trovata sotto vari nomi, tra cui nel 1786 da Bergrath Selb e nel 1796 da Abraham Gottlob Werner come "spiesglanz-silber" e nel 1813 da Johann Friedrich Ludwig Hausmann come "silberspiesglanz". Al minerale fu dato un nome più preciso nel 1821 da Karl Cäsar von Leonhard e nel 1823 da Johann Friedrich August Breithaupt, che lo chiamò rispettivamente "antimonio d'argento" in base alla sua composizione.
Il nome dyscrasite, che è valido ancora oggi, deriva dal termine "discrase", coniato da François Sulpice Beudant nel 1832, dalla parola greca δνσκρασία ('cattiva miscela'), che si riferisce al mutevole contenuto di argento nel composto.
La località tipo è considerata l'area intorno a Wolfach sulla base delle analisi chimiche di Martin Heinrich Klaproth o la "miniera di Wenzel" vicino a Oberwolfach secondo le analisi di G. Markl e J. Otto nel 1992 sul ivi materiale trovato.

## Classificazione
Nell'obsoleta 8ª edizione della sistematica minerale secondo Strunz, la dyscrasite apparteneva alla classe minerale dei "solfuri e solfosali" e quindi alla sottosezione "Leghe (e composti simili alle leghe) di metalli con i semimetalli As, Sb, Bi", dove si trova insieme ad allargentum, animikite (non approvata dall'IMA), huntilite (anch'essa non approvata dall'IMA) e maldonite con le quali dorma il "gruppo della dyscrasite-huntilite" con il numero di sistema II/A'.02.
Nella Sistematica dei lapis (Lapis-Systematik) di Stefan Weiß, che è stata rivista l'ultima volta nel 2018 ed è ancora strutturata secondo la vecchia edizione di Strunz, al minerale è stato assegnato il numero di sistema e minerale II/A.02-020. In questa Sistematica ciò corrisponde anche alla classe "Leghe e composti simili alle leghe", dove la dyscrasite insieme ad allargentum forma un gruppo senza nome con il numero di sistema II/A.02.
La 9ª edizione della sistematica minerale di Strunz, che è stata aggiornata l'ultima volta dall'Associazione Mineralogica Internazionale (IMA) nel 2024, classifica la dyscrasite nella sezione "2. Solfuri e solfosali" e da lì nella sottoclasse "2.A Leghe" e successivamente nella suddivisione "2.AA Leghe di metalloidi con Cu, Ag, Au" dove è l'unico membro del sistema nº 2.AA.35.
Nella sistematica dei minerali secondo Dana, che viene utilizzata principalmente nel mondo anglosassone, la dyscrasite ha il numero di sistema e minerale 02.02.01.01. Questo corrisponde anche alla classe dei "solfuri e solfosali" e quindi al dipartimento "minerali solfuri". Qui si trova all'interno della suddivisione "Solfuri – compresi selenuri e telluridi – con la composizione AmBnXp, con (m+n):p = 3:1" nel "gruppo della dyscrasite", in cui è classificato anche l'allargentum.

## Abito cristallino
La dyscrasite cristallizza nel sistema ortorombico nel gruppo spaziale Pm2m (gruppo nº 25, posizione 3) con i parametri del reticolo a = 3,01 Å, b = 5,21 Å e c = 4,83 Å oltre a una unità di formula per cella unitaria.

## Origine e giacitura
La dyscrasite si forma nelle vene di minerali idrotermali, solitamente associata all'argento nativo e ad altri minerali d'argento come acanthite, pirargirite e stromeyerite, nonché ad altri minerali come allemontite (miscela di stibarsenico e arsenico nativo o antimonio), barite, calcite, galena e tetraedrite.
Essendo una formazione minerale piuttosto rara, la dyscrasite può essere abbondante in alcuni luoghi in vari siti, ma nel complesso non è molto comune. Sono stati documentati circa 200 casi di dyscrasite in tutto il mondo a partire dal 2023. Oltre alla sua località tipo della miniera di Wenzel vicino a Oberwolfach, il minerale è stato trovato in Germania in pochi altri luoghi nella Foresta Nera (nel Baden-Württemberg) così come vicino a Sinatengrün e Lam in Baviera, in diverse miniere vicino a Sankt Andreasberg in Bassa Sassonia e in alcuni luoghi nei Monti Metalliferi sassoni.
L'unico sito di scoperta noto in Svizzera si trova nei pressi di Böttstein, dove il minerale è stato rinvenuto durante un pozzo effettuato dalla NAGRA (Cooperativa Nazionale per lo Smaltimento dei Rifiuti Radioattivi).
Il giacimento di uranio di Háje u Příbramě, nel distretto di Příbram, nella Repubblica Ceca, è noto soprattutto per i suoi straordinari ritrovamenti di dyscrasite, dove sono venuti alla luce cristalli e geminati di dimensioni fino a cinque centimetri.
Altre località includono Australia, Azerbaigian, Bolivia, Bulgaria, Burkina Faso, Cile, Cina, Finlandia, Francia, Georgia, Grecia, Groenlandia, India, Italia, Canada, Giappone, Kazakistan, Madagascar, Marocco, Messico, Namibia, Norvegia, Polonia, Russia, Svezia, Slovacchia, Spagna, Sud Africa, Tagikistan, Uzbekistan e Stati Uniti d'America (Alaska, Arizona, Colorado, Michigan, Nevada, New Mexico, Utah, Washington, Wisconsin).

## Forma in cui si presenta in natura
La dyscrasite solo raramente sviluppa cristalli ben formati con habitus cristallino da tabulare a prismatico, cilindrico o piramidale e superfici metalliche lucide e striate. Sono note anche formazioni gemelle pseudoesagonali. Tuttavia, di solito si trova sotto forma di aggregati minerali frondosi o granulari o massicci. I campioni freschi sono di colore da bianco-argenteo a giallo chiaro, ma nel tempo diventano da grigio piombo a nero.
Con una durezza Mohs compresa tra 3,5 e 4, la dyscrasite è uno dei minerali medio-duri e può essere tagliata con un coltello nonostante la sua fragilità.